# J. Lawton Collins

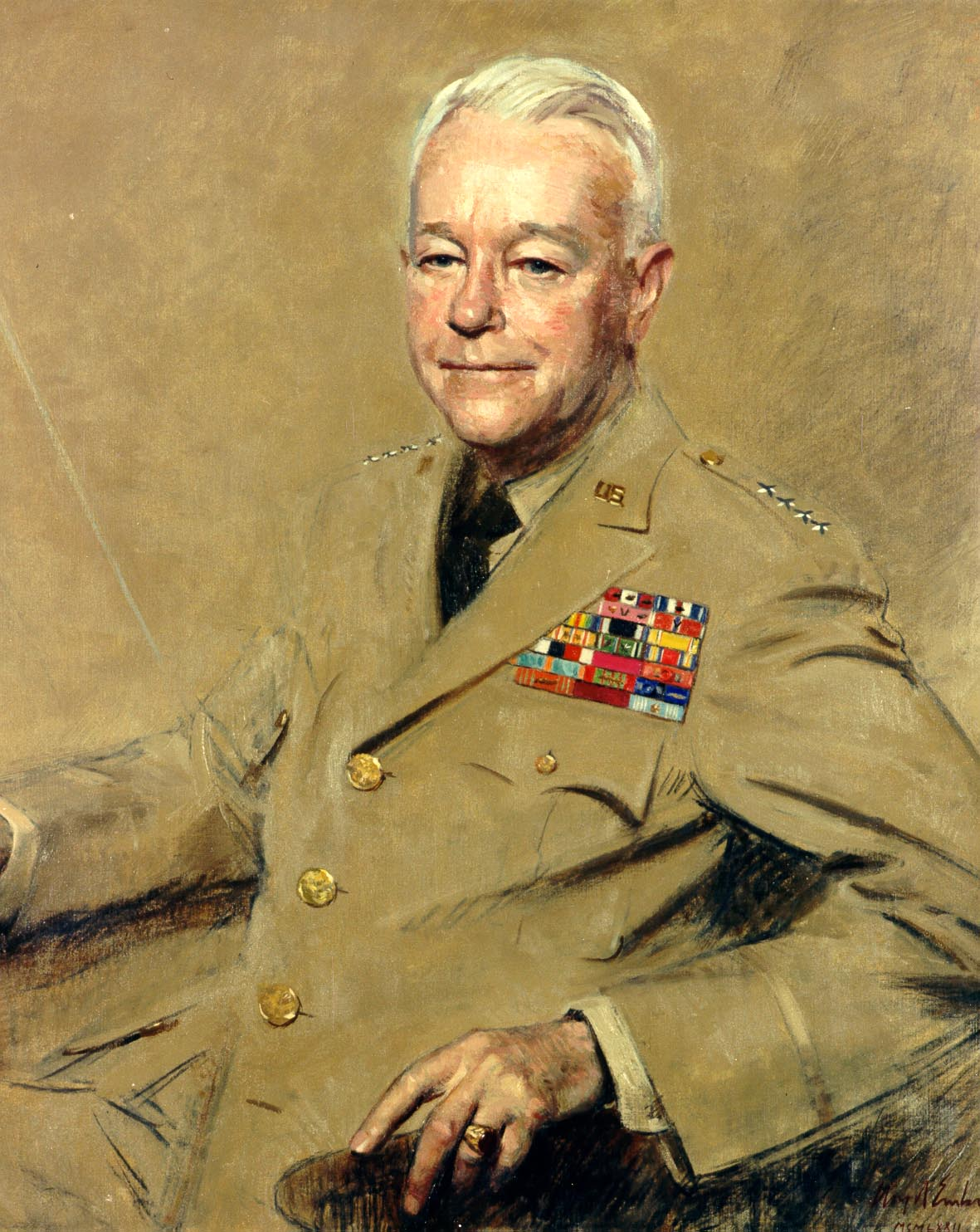
J. Lawton Collins

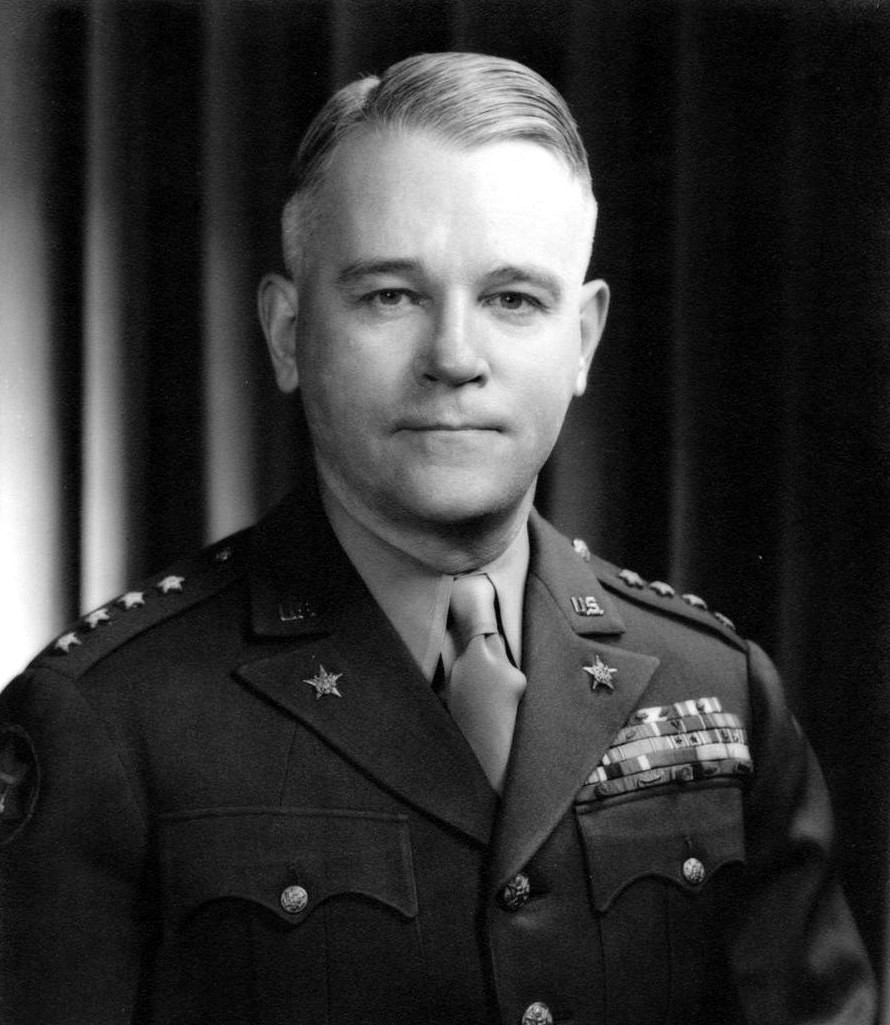
J. Lawton Collins als General, 1948
(Foto: US Army)

Joseph Lawton „Lightnin’ Joe“ Collins (* 1. Mai 1896 in New Orleans, Louisiana; † 12. September 1987 in Washington, D.C.) war ein General der US Army. Er führte während der Befreiung Westeuropas im Zweiten Weltkrieg das VII. US-Korps und war während des Koreakrieges Chief of Staff of the Army.

## Leben und militärischer Werdegang
J. Lawton Collins, wie er sich selbst schrieb, wurde 1896 in New Orleans geboren. Sein Vater, Jeremiah Bernard Collins, ein irischer Einwanderer und Veteran der Unionsarmee, besaß einen Lebensmittelladen in Algiers, Louisiana. Seine Mutter war Catherine Lawton. Sein älterer Bruder James (1882–1963), ein Kavallerieoffizier, wurde vor allem als Adjutant General John J. Pershings bekannt. Er wurde im Zweiten Weltkrieg ebenfalls General.
Collins schrieb sich als 16-Jähriger an der Universität seines Heimatstaates ein, verließ sie aber nach einem Jahr wieder, weil er sich – dem Beispiel seines Bruders folgend – für die US Military Academy in West Point qualifiziert hatte und angenommen worden war. Er graduierte dort im Jahr 1917 und erhielt im April desselben Jahres sein Offizierspatent als Second Lieutenant der Infanterie im 22. US-Infanterieregiment. Wie in der neu gegründeten National Army üblich folgten die weiteren Beförderungen schnell aufeinander. Schon im Mai wurde er zum First Lieutenant und im August zum vorläufigen Captain befördert. Nach dem Besuch der Infantry School of Arms in Fort Sill im selben Monat diente er die nächsten zwei Jahre mit seinem Regiment an wechselnden Standorten in den Vereinigten Staaten. Im Juni 1918 wurde er endgültig Captain und im September desselben Jahres – wieder mit vorläufigem Dienstgrad – Major.
1919, der Erste Weltkrieg war gerade beendet, ging er als Kommandeur des 3. Bataillons seines Regiments nach Europa und war von 1920 bis 1921, nach Auflösung der National Army in seinen regulären Dienstgrad Captain zurückgestuft, Abteilungsleiter für Operationen, Planung und Ausbildung (Assistant Chief of Staff G3) im Hauptquartier der US-amerikanischen Besatzungsarmee in Koblenz. Dort heiratete er 1921 Gladys Easterbrook. Aus der Ehe gingen drei Kinder hervor.
Collins war von 1921 bis 1925 Ausbilder in der Chemieabteilung in West Point und bekam 1926 sein Diplom als Company Officer von der Infantry School in Fort Benning.

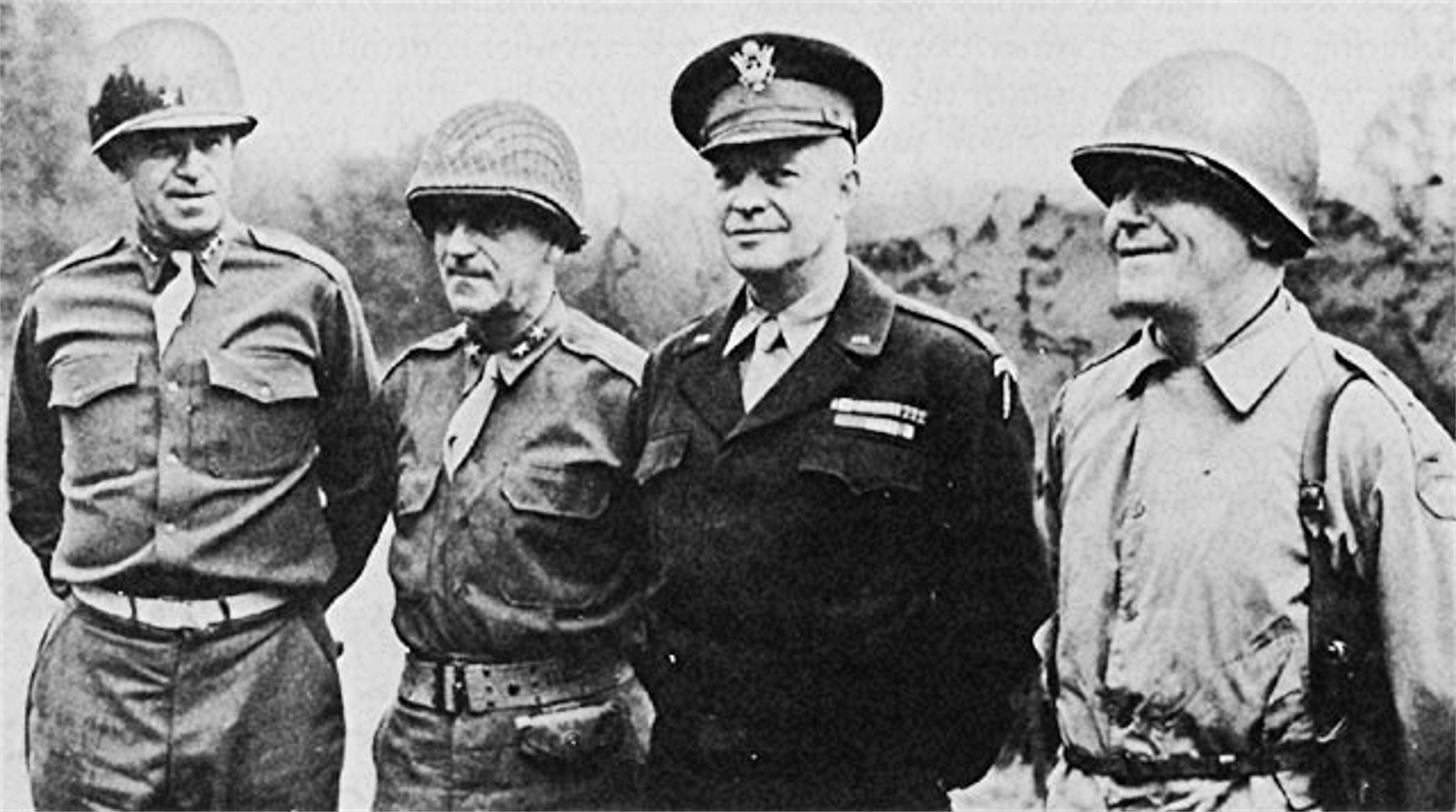
(von l. n. r.:) Bradley, Gerow, Eisenhower und Collins

Collins wurde, nachdem er im Juni 1940 schon zum Colonel befördert worden war, im Dezember 1941 zum Major General und zum Kommandeur der 25. US-Infanteriedivision ernannt, mit der er auch auf Guadalcanal kämpfte. Am D-Day, im Juni 1944, führte er das VII. US-Korps am Strandabschnitt Utah, womit er direkt der 1. US-Armee und damit Omar N. Bradley, bzw. seit dem 1. August 1944 Courtney H. Hodges unterstellt war. Mit diesem Korps eroberte er auch Cherbourg und besetzte später Köln und Aachen. Im April 1945 wurde er zum Lieutenant General befördert.
Nach Kriegsende leitete er die Informationsabteilung des Verteidigungsministeriums der Vereinigten Staaten. 1947 wurde Collins der Stellvertreter Bradleys, der inzwischen Chief of Staff of the Army war. Nach der Beförderung Bradleys folgte ihm Collins im August 1949 auf den Posten des Generalstabschefs. In dieser Stellung blieb er bis August 1953, wonach er die Vereinigten Staaten im NATO-Rat vertrat. Collins wurde im November 1954 unter General Dwight D. Eisenhower – inzwischen US-Präsident – Sonderbeauftragter in Südostasien. Im März 1956 ging er schließlich in den Ruhestand.
Joseph Lawton Collins starb am 12. September 1987 in Washington, D.C. an Herzversagen, woraufhin er auf dem Nationalfriedhof Arlington beigesetzt wurde.

## Auszeichnungen
Auswahl der Dekorationen, sortiert in Anlehnung der Order of Precedence of the Military Awards:
- Army Distinguished Service Medal (4 ×)
- Silver Star (2 ×)
- Legion of Merit (3 ×)
- Bronze Star (2 ×)

Ausländische Auszeichnungen:
- Order of the Bath (CB)
- Suworoworden (Zweite Klasse)
- Ehrenlegion (O. LH)
- Orden Leopolds II. (Großoffizier)

## Werke
- War in Peacetime : The History and Lessons of Korea. – Boston, MA: Houghton Mifflin, 1969
- Lightning Joe: An Autobiography. – Baton Rouge: Louisiana State University Press, 1979 <reprint: Novato, CA: Presidio Press, 1994. – ISBN 0-89141-530-0>